# 전북고속터미널
(주)전북고속터미널(영어: JEON BUK EXPRESS TERMINAL CO., LTD)은 전북특별자치도의 시외버스 업체이다. 주 사무소는 전북특별자치도 전주시 덕진구 가리내로 30 (금암동 705-10) 전주시외버스터미널 내에 있다. 계열사로는 전주고속, 전북여객이 있다.

## 역사
1920년 처음으로 설립된 전북자동차상회를 모태로 하고 있다. 현존하는 대한민국의 버스 회사 중 가장 역사가 오래 된 업체이며, 1944년 전북여객자동차로 발족되었다. 1956년, 계룡여객으로부터 시외버스 20대를 양수받고, 1958년 12월, 전주시 시내버스 여객자동차 운송사업 면허를 취득하였다. 1960년 4월, 충남여객자동차 주식회사에서 시외버스 7대 양수를 받았다. 1981년 12월까지 벽지노선개발 교통부장관 공로표창 수상을 했고, 1983년, 노사협조 우수업체 석탑산업 훈장 수상을 했다. 1991년~1993년까지 무진장여객과 임순여객으로 분리 독립을 시작으로 풍남여객까지 분리 독립을 시키면서 시내버스 사업은 철수되었고 1994년, 상호를 현재의 사명으로 변경되면서 현재에 이르게 되었다.

## 과거 운행 노선
굵게 표시된 노선은 고속버스 면허로 인가받은 노선이다. 

### 강남터미널(센트럴시티) 출발 노선
- 강남 → 고창(흥덕 경유, 대한고속, 호남고속과 공동운행)
- 강남 → 진안(호남고속과 공동운행)
- 강남 → 순창(호남고속과 공동운행)

### 서울남부버스터미널(서초동) 출발 노선
- 서울남부터미널 → 전주(호남고속과 공동운행)
- 서울남부터미널 → 임실(전주 경유, 호남고속과 공동운행)
- 서울남부터미널 → 한일장신대(전주대학교 경유와 전주 경유로 나뉨, 호남고속과 공동운행)
- 서울남부터미널 → 전주대학교(호남고속과 공동운행)
- 서울남부터미널 → 우석대학교(삼례 경유(일부 차량은 3공단도 경유함), 호남고속과 공동운행)
- 서울남부터미널 → 구천동(무주 경유)
- 서울남부터미널 → 장수(무주, 안성, 장계 경유 금남고속과 공동운행)
- 서울남부터미널 → 익산(호남고속과 공동운행)

### 전주 출발 노선
- 전주 → 평택(천안 경유, 대원고속, 금남고속, 호남고속과 공동운행)
- 전주 → 충주(유성 경유, 금남고속, 서울고속과 공동운행)
- 전주 → 구미(경북고속과 공동운행)
- 전주 → 반선(뱀사골)(임실, 오수, 남원, 인월 경유, 호남고속과 공동운행)
- 전주 → 격포(김제, 부안 경유,[4] 전주고속와 공동운행)
- 전주 → 포항(경주 경유, 아성고속과 공동운행)
- 전주 → 군산(덕진, 대야 경유, 전주고속과 공동운행)
- 전주 → 익산(덕진 경유, 전주고속와 공동운행)
- 전주 → 익산역(덕진, 익산 경유, 전주고속와 공동운행)
- 전주 → 군산공항(덕진, 익산 경유, 전주고속과 공동 운행한다.)
- 전주 → 군산대학교(덕진, 익산 경유, 전주고속과 공동운행)
- 전주 → 쌍치 (산외, 칠보 경유)
- 전주 → 서대구(진안,장계,거창 경유와 직통으로 나뉜다.)
- 전주 → 금산(인후동 경유[5], 전주고속와 공동 운행한다.[6])
- 전주 → 마산(남노송동(병무청)경유, 완행[7]과 직통으로 나뉜다. 대한여객과 공동운행)
- 전주 → 창원(남노송동(진, 무청)경유, 완행[8]과 직통으로 나뉜다.)
- 전주 → 진주(남노송동(병무청)경유, 완행[9]과 직통으로 나뉜다. 대한여객과 공동운행)
- 전주 → 청주(유성, 남청주 경유, 금남고속, 서울고속과 공동운행)
- 전주 → 법성포(흥덕, 고창, 무장, 해리 경유)
- 전주 → 정읍(완산동 경유, 대한고속과 공동 운행한다.)
- 전주 → 고창(완산동 경유[10] 대한고속과 공동운행)
- 전주 → 여수(남노송동(병무청)경유 완행[11]과 직통으로 나뉜다.)
- 전주 → 순창([12][13] 호남고속과 공동운행)
- 전주 → 진안([14])
- 전주 → 장수(인후동 경유[15])
- 전주 → 무주(인후동 경유[16])
- 전주 → 구천동(인후동 경유[17])
- 전주 → 서천(익산, 군산을 경유하며[18] 전주고속과 공동운행)
- 전주 → 장항(익산, 군산을 경유하며, 전주고속과 공동운행)
- 전주 → 광주(완산동, 동운동 경유[19])
- 전주 → 인천국제공항(익산, 군산 경유, 호남고속과 공동 운행한다.)

### 군산 출발 노선
- 군산 → 동서울(익산 경유, 경기고속, 호남고속과 공동운행)
- 군산 → 인천(직통과 완행[20]으로 나뉨, 금남고속, 호남고속과 공동운행)
- 군산 → 인천국제공항(대야, 송도국제도시 경유, 호남고속, 금남고속과 공동운행)
- 군산 → 익산 (대야 경유, 전주고속과 공동운행)
- 군산 → 익산역(대야, 익산 경유, 전주고속과 공동운행)
- 군산 → 대구서부정류장(대야, 익산, 전주 경유)
- 군산 → 포항(익산, 전주, 경주 경유)
- 군산 → 마산(익산, 전주 경유)
- 군산 → 부산(익산 경유, 금호고속과 공동운행)
- 군산 → 서천(전주고속, 금남고속, 충남고속과 공동운행)
- 군산 → 청주(대야, 익산, 유성 경유, 호남고속, 충북리무진과 공동운행)
- 군산 → 광주 (대야, 익산, 동운동 경유)
- 군산 → 양산(익산, 전주, 김해 경유, 금호고속과 공동운행)
- 군산 → 부천(경기고속, 호남고속과 공동운행)
- 군산 → 안양역(평촌 경유)
- 군산 → 동대전(금남고속, 호남고속과 공동운행)

### 광주(유스퀘어) 출발 노선
- 광주 → 안양역(의왕, 호계동 경유, 일부 시간대 광명역까지 운행)
- 광주 → 유성
- 광주 → 전주(운암동, 완산동 경유)
- 광주 → 남원(문화동 경유, 동광고속과 공동운행)[21]
- 광주 → 순창(문화동, 담양, 금성, 금과 경유, 동광고속과 공동운행)

### 익산 출발 노선
- 익산 → 부천( 경기고속, 호남고속과 공동운행)
- 익산 → 안양역(평촌 경유)

### 무주 출발 노선
- 무주 → 동대전
- 무주 → 광주 (안성(무주), 장계, 장수, 남원, 문화동 경유)

### 여수 출발 노선
- 여수 → 순천 → 성남(경기고속, 금호고속과 공동운행)
- 여수 → 순천 → 동서울(경기고속, 금호고속과 공동운행)
- 여수 → 동광양 → 광양 → 동대전(금호고속과 공동운행)[22]
- 여수 → 여천 → 순천 → 구례 → 남원 → 대구서부[23]

## 같이 보기
- 대한고속
- 전주고속
- 호남고속